# Brajarajnagar
Brajarajnagar é uma cidade e um município no distrito de Jharsuguda, no estado indiano de Orissa.

## Geografia
Brajarajnagar está localizada a 21° 49′ N, 83° 55′ L. Tem uma altitude média de 216 metros (708 pés).

## Demografia
Segundo o censo de 2001, Brajarajnagar tinha uma população de 76,941 habitantes. Os indivíduos do sexo masculino constituem 52% da população e os do sexo feminino 48%. Brajarajnagar tem uma taxa de literacia de 69%, superior à média nacional de 59.5%; a literacia no sexo masculino é de 77% e no sexo feminino é de 60%. 12% da população está abaixo dos 6 anos de idade.